# LTT 1445
LTT 1445 è un sistema stellare triplo nella costellazione dell'Eridano formato da tre stelle nane rosse, distante 22,4 anni luce dal sistema solare, che prende il nome dalla sua posizione nel catologo LTT di Luyten. Nel 2019 tramite il telescopio spaziale TESS, è stato scoperto un pianeta extrasolare che orbita attorno alla componente principale del sistema (LTT 1445 A), e un altro esopianeta, sempre attorno alla stessa componente, è stato scoperto nel 2021.

## Caratteristiche
LTT 1445 è composto da tre deboli nane rosse di tipo spettrale M la cui massa di ciascuna è compresa tra 0,16 e 0,26 quella del Sole. LTT 1445 A è separata dalla coppia BC di 34 UA e ruota attorno al comune centro di massa in circa 250 anni, su un'orbita altamente eccentrica (e= ~0.5), mentre le componenti B e C, molto vicine tra loro, orbitano una attorno all'altra in 36 anni. La curva di luce osservata da TESS ha mostrato delle variabilità dovute a brillamenti e macchie stellari, probabilmente sulla componente B o C.

## Sistema planetario
Nel 2019, utilizzando i dati del telescopio TESS, astronomi dell'Harvard-Smithsonian Center for Astrophysics hanno scoperto con il metodo del transito un esopianeta del tipo super Terra; orbita in poco più di 5 giorni attorno alla stella a una distanza di 0,038 UA. La temperatura di equilibrio è stata calcolata in 433+28
−27 K.
Nel luglio 2021, è stata misurata la massa del pianeta Ab, che è risultata essere di 2,87±0,25 M⊕, che ha confermato la natura rocciosa del pianeta, inoltre è stato scoperto un secondo pianeta che orbita più internamente, LTT 1445 Ac, il cui periodo orbitale è di 3,1 giorni e avente una massa del 54% superiore a quella terrestre. I pianeti orbitano vicino a una risonanza orbitale di 12:7 l'uno con l'altro; Ac compie infatti 11,988 orbite mentre Ab ne compie 7 nello stesso arco di tempo.
Nel 2022 è stato scoperto un ulteriore pianeta, LTT 1445 Ad, con un periodo di rotazione di 24,3 giorni e che sarebbe situato al confine interno della zona abitabile del sistema.
Osservazioni effettuate con il telescopio spaziale Hubble nel 2023 hanno consentito una determinazione più precisa delle dimensioni del pianeta C, supportando una composizione rocciosa per entrambi i pianeti in transito (Ac e Ab).
Prospetto del sistema
| Pianeta | Tipo        | Massa              | Raggio             | Densità            | Periodo orb.  | Sem. maggiore | Eccentricità | Scoperta |
| ------- | ----------- | ------------------ | ------------------ | ------------------ | ------------- | ------------- | ------------ | -------- |
| Ac      | Terrestre   | 1,37±0,19 M⊕       | 1,07+0,1 −0,7 r⊕   | 5,9+1,8 −1,5 g/cm³ | 3,1239 giorni | 0,02266 UA    | <0,223       | 2019     |
| Ab      | Super Terra | 2,73+0,25 −0,23 M⊕ | 1,34+0,11 −0,06 r⊕ | 6,2+1,2 −1,3 g/cm³ | 5,3588 giorni | 0,032081 UA   | <0,11        | 2021     |
| Ad      | Super Terra | >2,72 M⊕           | —                  | —                  | 24,29 giorni  | 0,09 UA       | 0,26±0,14    | 2022     |